# Campyloneurum lapathifolium
Campyloneurum lapathifolium là một loài dương xỉ trong họ Polypodiaceae. Loài này được Poir. Ching mô tả khoa học đầu tiên năm 1940.